# Ура
Ура (рус. Ура) река је која протиче преко северозападних делова Мурманске области, на крајњем северозападу европског дела Руске Федерације. Свој ток започиње као отока маленог ледничког језера Ур на подручју Кољског рејона. Тече у смеру североистока и након 63 km тока улива сеу Урски залив Баренцовог мора код Видјајева. Површина слвног подручја реке Уре је 1.030 km². Најважнија притока је река Анин коју прима са десне стране на 56. километру тока узводно од ушћа.